# اورشلیم آزادشده
اورشلیم آزادشده (به ایتالیایی: La Gerusalemme liberata) نام کتابی از تورکواتو تاسو شاعر ایتالیایی قرن شانزدهم است که در سال ۱۵۸۱ منتشر شده و با تخیل فراوان، درگیری‌های مسلمانان و مسیحیان را در طول نخستین جنگ صلیبی و محاصرهٔ اورشلیم به تصویر کشیده است. در مواردی، این کتاب، با نام اورشلیم گم‌شده ترجمه شده است.